# Svetlana Kouzina
Svetlana Kouzina, ruska vaterpolalistka, * 8. junij 1975.
Kouzina je z rusko žensko vaterpolsko reprezentanco na XXVII. Poletnih olimpijskih igrah 2000 v Sydneyju osvojila bronasto Olimpijsko medaljo.